# Klára Ungár
Pour les articles homonymes, voir Ungar.
Klára Ungár, née le 14 août 1958 à Budapest, est une femme politique hongroise, députée de 1990 à 1998.

## Biographie
Après ses études, Klára Ungár, devenue économiste, s'engage dans la politique en 1988, au moment où la Hongrie se libère de l'emprise soviétique. Candidate à la mairie de Budapest, elle est membre fondatrice du Fidesz, devenu depuis le parti de Viktor Orbán qui en est devenu assez vite le leader. Fidesz signifiait initialement Alliance des jeunes démocrates (en hongrois : Fiatal Demokraták Szövetsége). Elle rompt avec Viktor Orbán et le Fidesz dès 1993, à la suite d'un scandale financier lié à la vente du siège du parti et à un virage conservateur et populiste de la ligne politique, qui veut  s'emparer du pouvoir. Elle rejoint une formation libérale, l'Alliance des démocrates libres (hongrois : Szabad Demokraták Szövetsége, prononcé [ˈsɒbɒd ˈdɛmokɾɒtaːk ˈsøvɛtːʃeːgɛ], SZDSZ).
Elle est élue membre du Parlement hongrois dans le premier parlement démocratique, aux élections législatives hongroises de 1990, et est réélue en 1994. Elle déclare aussi, ouvertement, son homosexualité à Budapest en 1998. Elle est ainsi la première lesbienne à se manifester publiquement dans le domaine politique en Hongrie. Elle quitte toute activité politique en 2014.